# Stephan von Kwilecki
Stephan von Kwilecki (* 29. Mai 1839 in Dobrojewo; † 25. Januar 1900 ebenda) war ein Rittergutsbesitzer und Mitglied des Deutschen Reichstags.

## Leben
Kwilecki studierte Agrarwissenschaften in Hohenheim und widmete sich seinem Rittergut in Dobrojewo.
Von 1877 bis 1887 war er Mitglied des Deutschen Reichstags für den Wahlkreis Regierungsbezirk Posen 2 (Samter, Birnbaum, Obornik) und die Polnische Fraktion.